# Сан-Себаштиан (Понта-Делгада)
Сан-Себаштиан (порт. São Sebastião) — район (фрегезия) в Португалии, входит в округ Азорские острова. Расположен на острове Сан-Мигел. Является составной частью муниципалитета Понта-Делгада. Население составляет 4309 человек на 2001 год. Занимает площадь 3,20 км².
Покровителем района считается Святой Себастьян (порт. São Sebastião).